# هفدهمین جوایز گزینش منتقدان
هفدهمین جوایز گزینش منتقدان (به انگلیسی: 17th Critics' Choice Awards) در ۱۲ ژانویه ۲۰۱۲ در هالیوود پالادیوم، برای تقدیر از بهترین دستاوردهای فیلم‌سازی ۲۰۱۱ برگزار شد. پخش مراسم بر عهدهٔ وی‌اچ‌وان بود و راب هیوبل و پل شیر میزبان مراسم بودند. نامزدها در تاریخ ۱۳ دسامبر ۲۰۱۱ اعلام شدند.

## برندگان و نامزدها

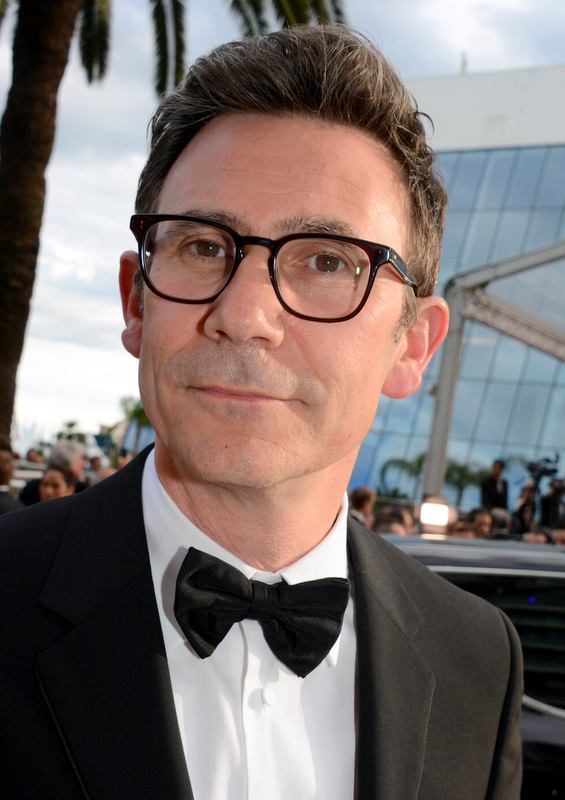
میشل آزاناویسوس، برندهٔ بهترین کارگردانی

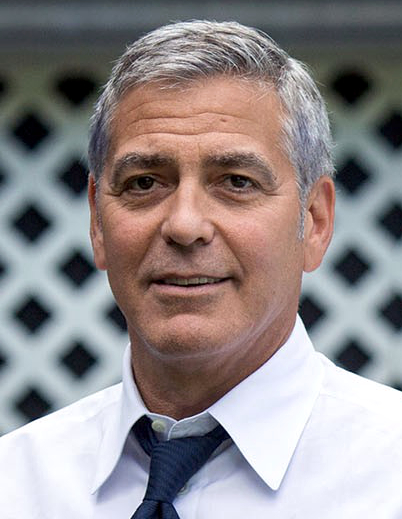
جرج کلونی، برندهٔ بهترین بازیگر مرد

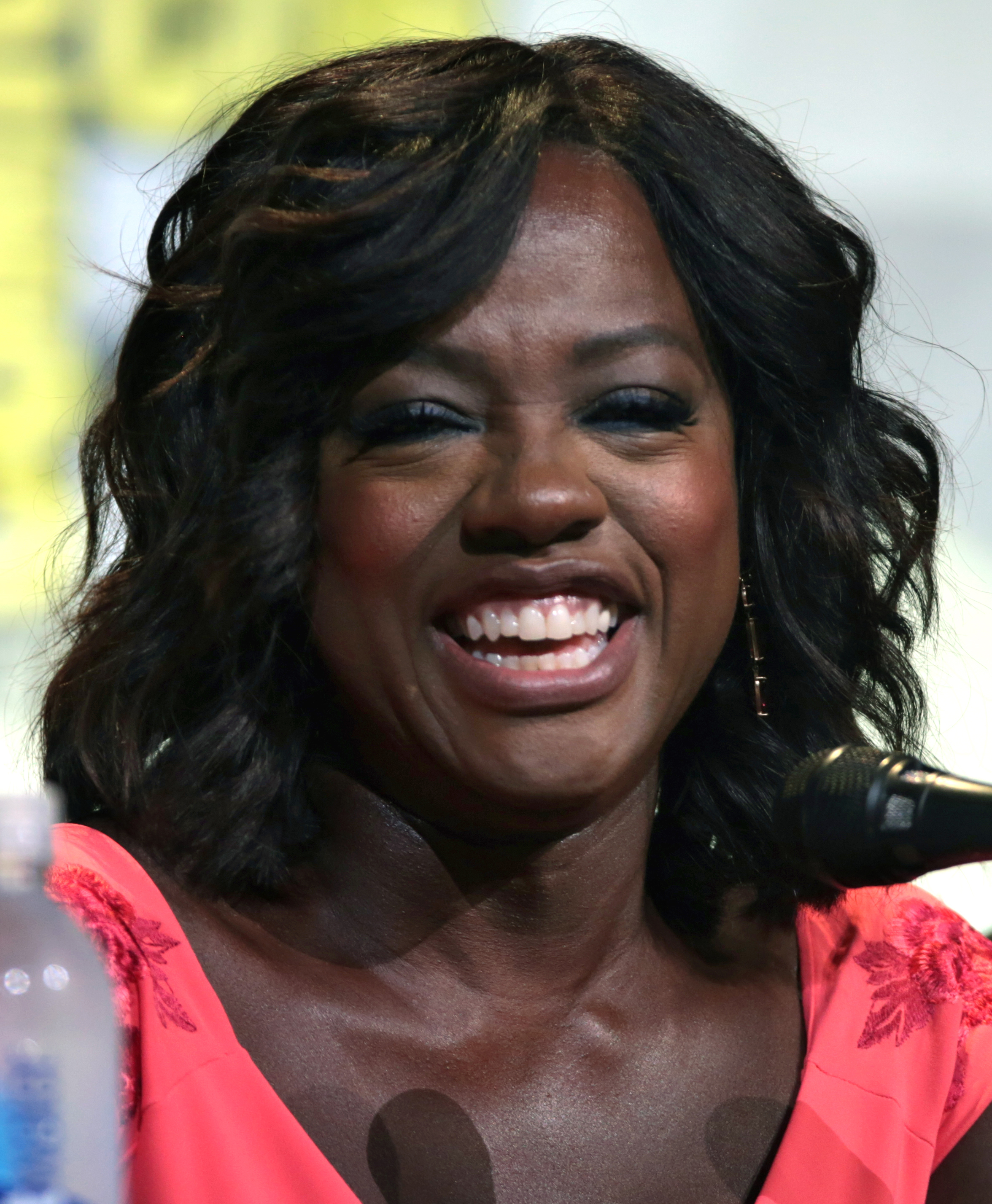
وایولا دیویس، برندهٔ بهترین بازیگر زن

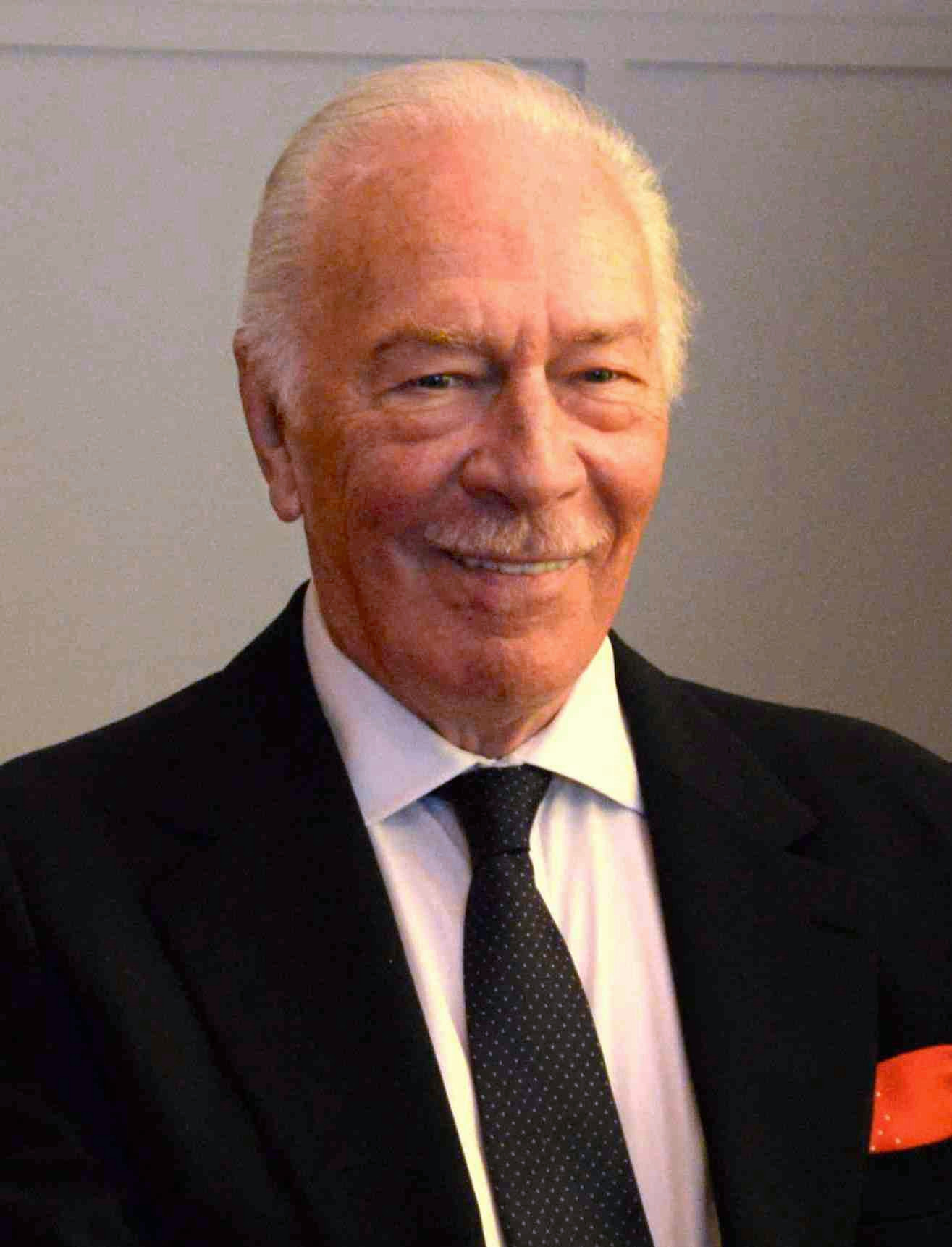
کریستوفر پلامر، برندهٔ بهترین بازیگر نقش مکمل مرد

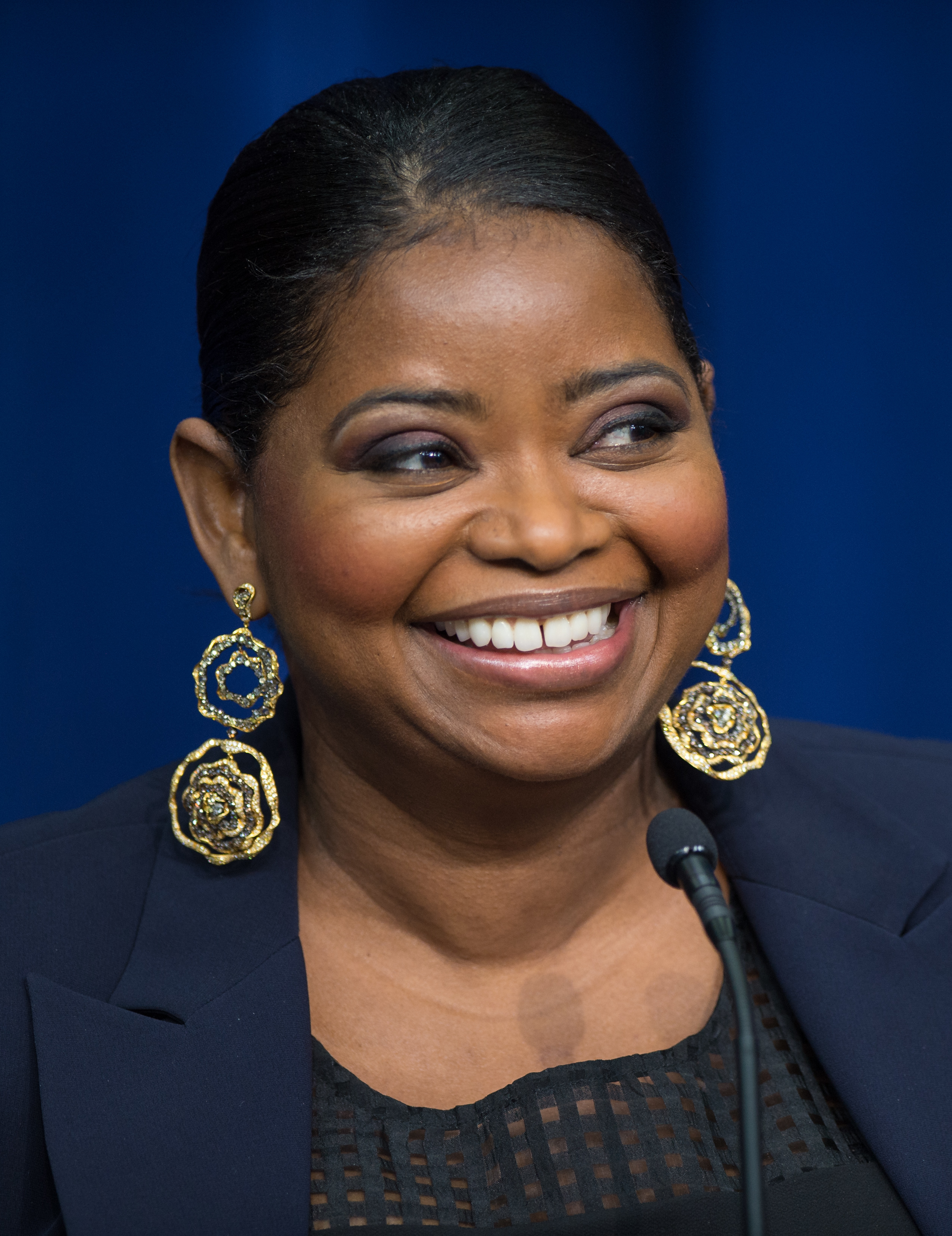
اکتاویا اسپنسر، برندهٔ بهترین بازیگر نقش مکمل زن

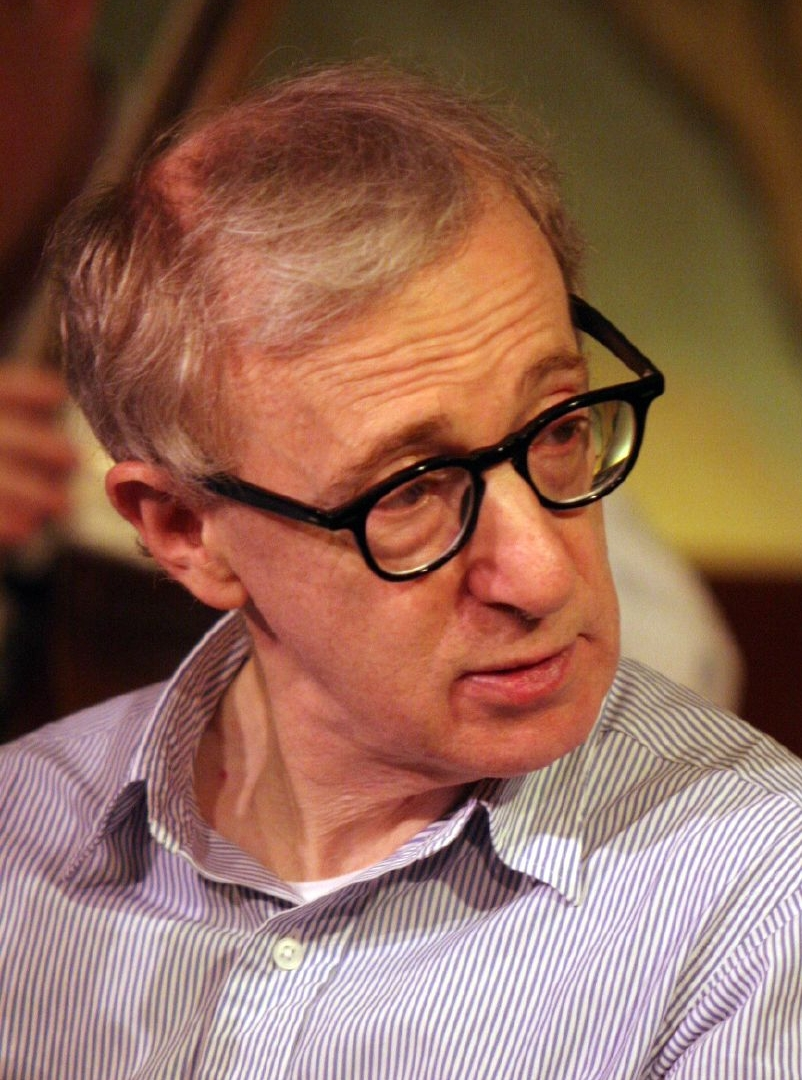
وودی آلن، برندهٔ بهترین فیلمنامهٔ غیراقتباسی

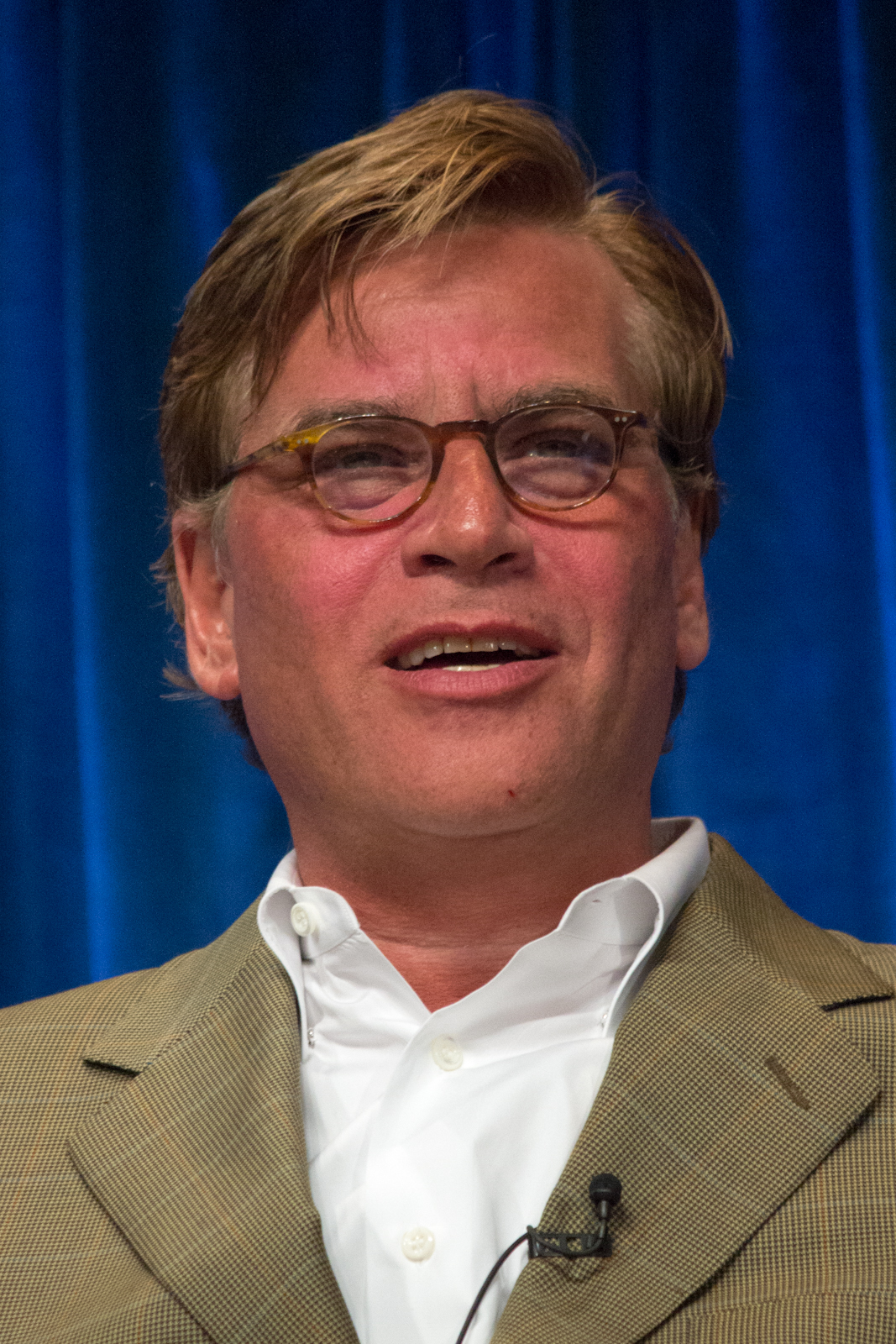
آرون سورکین، برندهٔ مشترک بهترین فیلمنامهٔ اقتباسی

| بهترین فیلم آرتیست - زادگان - رانندگی - فوق‌العاده بلند و بیش از حد نزدیک - خدمتکاران - هوگو - نیمه‌شب در پاریس - مانیبال - درخت زندگی - اسب جنگی | بهترین کارگردان میشل آزاناویسوس – آرتیست - استیون دالدری – فوق‌العاده بلند و بیش از حد نزدیک - الکساندر پین – زادگان - نیکلاس ویندینگ رفن – رانندگی - مارتین اسکورسیزی – هوگو - استیون اسپیلبرگ – اسب جنگی |
| بهترین بازیگر مرد جرج کلونی – زادگان در نقش مت کینگ - لئوناردو دی‌کاپریو – جی. ادگار در نقش جی. ادگار هوور - ژان دوژاردن – آرتیست در نقش جرج والنتین - مایکل فاسبندر – شرم در نقش براندون سالیوان - رایان گاسلینگ – رانندگی در نقش راننده - برد پیت – مانیبال در نقش بیلی بین                                  | بهترین بازیگر زن وایولا دیویس – خدمتکاران در نقش آیبیلین کلارک - الیزابت اولسن – مارتا مارسی می مارلین در نقش مارتا/مارسی مِی/مارلین لوئیس - مریل استریپ – بانوی آهنی در نقش مارگارت تاچر - تیلدا سوینتن – باید دربارهٔ کوین صحبت کنیم در نقش اوا خاچادوریان - شارلیز ترون – بزرگسال جوان در نقش ماویس گری - میشل ویلیامز – هفته‌ای که با مریلین گذراندم در نقش مریلین مونرو                               |
| بهترین بازیگر نقش مکمل مرد کریستوفر پلامر – تازه‌کارها در نقش هال فیلدز - کنت برانا – هفته‌ای که با مریلین گذراندم در نقش لارنس الیویه - آلبرت بروکس – رانندگی در نقش برنی رز - نیک نولتی – مبارز در نقش پدی کانلون - پتن اسوالت – بزرگسال جوان در نقش مت فریهاوف - اندی سرکیس – ظهور سیاره میمون‌ها در نقش سزار | بهترین بازیگر نقش مکمل زن اکتاویا اسپنسر – خدمتکاران در نقش مینی جکسون - برنیس بژو – آرتیست در نقش پپی میلر - جسیکا چستین – خدمتکاران در نقش سیلیا رِی فوت - ملیسا مک‌کارتی – ساقدوش‌ها در نقش مگان پرایس - کری مولیگان – شرم در نقش سیسی سالیوان - شیلین وودلی – زادگان در نقش الکس کینگ |
| بهترین بازیگر جوان توماس هورن – فوق‌العاده بلند و بیش از حد نزدیک در نقش اسکار شِل - ایسا باترفیلد – هوگو در نقش هوگو کاربت - ال فانینگ – سوپر ۸ در نقش آلیس دِینارد - ازرا میلر – باید دربارهٔ کوین صحبت کنیم در نقش کوین خاچادوریان - سرشه رونان – هانا در نقش هانا - شیلین وودلی – زادگان در نقش الکس کینگ     | بهترین گروه بازیگران خدمتکاران - آرتیست - ساقدوش‌ها - زادگان - نیمه ماه مارس |
| بهترین فیلمنامه غیراقتباسی نیمه‌شب در پاریس – وودی آلن - ۵۰/۵۰ – ویل رایزر - آرتیست – میشل آزاناویسوس - بازی برد-برد – توماس مک‌کارتی و جو تیبونی - بزرگسال جوان – دیابلو کودی | بهترین فیلمنامه اقتباسی مانیبال – آرون سورکین، استن چروین و استیون زایلیان - زادگان – الکساندر پین، جیم رش و نت فکسون - فوق‌العاده بلند و بیش از حد نزدیک – اریک راث - خدمتکاران – تیت تیلور - هوگو – جان لوگان |
| بهترین فیلم پویانمایی رنگو - ماجراهای تن‌تن - آرتور کریسمس - پاندای کونگ‌فوکار ۲ - گربه چکمه‌پوش | بهترین فیلم مستند جرج هریسون: زندگی در دنیای مادی - باک - غار رؤیاهای فراموش‌شده - صفحه نخست: داخل نیویورک تایمز - پروژه نیم - شکست نخورده |
| بهترین فیلم اکشن رانندگی - سریع و خشمگین ۵ - هانا - ظهور سیاره میمون‌ها - سوپر ۸ | بهترین فیلم کمدی ساقدوش‌ها - دیوانه‌وار، احمقانه، عشق - رئیس‌های وحشتناک - نیمه‌شب در پاریس - ماپت‌ها |
| بهترین فیلم خارجی‌زبان جدایی نادر از سیمین • ایران - در تاریکی • لهستان - لو آور • فنلاند - پوستی که در آن زندگی می‌کنم • اسپانیا - حالا کجا برویم؟ • لبنان | بهترین کارگردانی هنری هوگو – دانته فرتی (طراحی تولید) / فرانچسکا لو اسکیاوو (دکوراسیون صحنه) - آرتیست – لاورنس بنت (طراحی تولید) / رابرت گولد (دکوراسیون صحنه) - هری پاتر و یادگاران مرگ – قسمت دوم – استیوارت کریگ (طراحی تولید) / استفنی مک‌میلان (دکوراسیون صحنه) - درخت زندگی – جک فیسک (طراحی تولید) / جینت اسکات (دکوراسیون صحنه) - اسب جنگی – ریک کارتر (طراحی تولید) / لی سندلز (دکوراسیون صحنه) |
| بهترین فیلمبرداری درخت زندگی – امانوئل لوبزکی (مساوی) اسب جنگی – یانوش کامینسکی (مساوی) - آرتیست – گیوم شیفمن - رانندگی – نیوتون توماس سیگل - هوگو – رابرت ریچاردسون | بهترین طراحی لباس آرتیست – مارک بریجز - خدمتکاران – شارن دیویس - هوگو – سندی پاول - جین ایر – مایکل اوکانور - هفته‌ای که با مریلین گذراندم – جیل تیلور |
| بهترین تدوین دختری با خالکوبی اژدها – کرک بکستر و آنگوس وال - آرتیست – آن-سوفی بیون و میشل آزاناویسوس - رانندگی – متئو نیومن - هوگو – تلما شونمیکر - اسب جنگی – مایکل کان | بهترین گریم هری پاتر و یادگاران مرگ – قسمت دوم - آلبرت نابز - بانوی آهنی - جی. ادگار - هفته‌ای که با مریلین گذراندم |
| بهترین موسیقی آرتیست – لودویک بورس - رانندگی – کلیف مارتینز - دختری با خالکوبی اژدها – ترنت رزنر و آتیکوس راس - هوگو – هاوارد شور - اسب جنگی – جان ویلیامز | بهترین ترانه «زندگی یک ترانهٔ شاد است» – ماپت‌ها - «سلام سلام» – نومئو و ژولیت - «گواه زندگی» – خدمتکاران - «مرد یا ماپت» – ماپت‌ها - «تصاویر در سر من» – ماپت‌ها |
| بهترین صدابرداری هری پاتر و یادگاران مرگ – قسمت دوم - هوگو - سوپر ۸ - درخت زندگی - اسب جنگی | بهترین جلوه‌های بصری ظهور سیاره میمون‌ها - هری پاتر و یادگاران مرگ – قسمت دوم - هوگو - سوپر ۸ - درخت زندگی |

### جایزه جوئل سیگل
شان پن

### جایزهٔ موسیقی+فیلم
مارتین اسکورسیزی

## آمار
| نامزدی | فیلم                               |
| ------ | ---------------------------------- |
| ۱۱     | آرتیست                             |
| ۱۱     | هوگو                               |
| ۸      | رانندگی                            |
| ۸      | خدمتکاران                          |
| ۷      | زادگان                             |
| ۷      | اسب جنگی                           |
| ۵      | درخت زندگی                         |
| ۴      | فوق‌العاده بلند و بیش از حد نزدیک   |
| ۴      | هری پاتر و یادگاران مرگ – قسمت دوم |
| ۴      | ماپت‌ها                             |
| ۴      | هفته‌ای که با مریلین گذراندم        |
| ۴      | سوپر ۸                             |
| ۳      | ساقدوش‌ها                           |
| ۳      | نیمه‌شب در پاریس                    |
| ۳      | مانیبال                            |
| ۳      | ظهور سیاره میمون‌ها                 |
| ۳      | بزرگسال جوان                       |
| ۲      | دختری با خالکوبی اژدها             |
| ۲      | هانا                               |
| ۲      | بانوی آهنی                         |
| ۲      | جی. ادگار                          |
| ۲      | شرم                                |
| ۲      | باید درباره کوین صحبت کنیم         |

| جایزه | فیلم                               |
| ----- | ---------------------------------- |
| ۴     | آرتیست                             |
| ۳     | خدمتکاران                          |
| ۲     | هری پاتر و یادگاران مرگ – قسمت دوم |